# São Pedro e São Paulo-arkipelagen

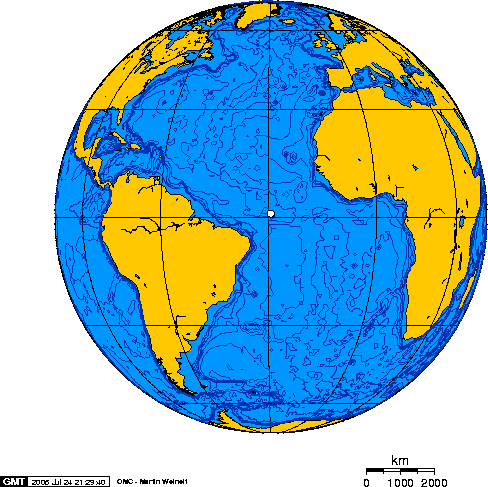
Centrum av São Pedro e São Paulo-arkipelagen

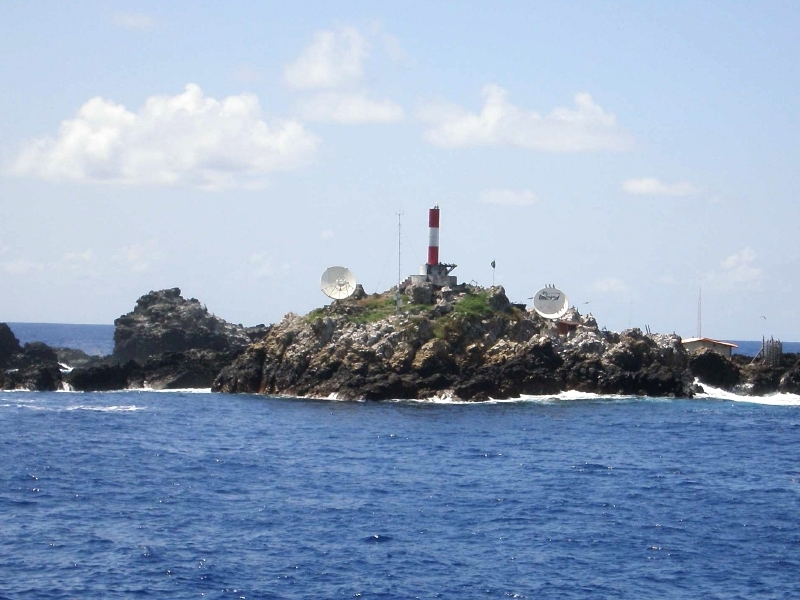
Forskningsstationen med den nuvarande fyren.

São Pedro e São Paulo-arkipelagen (portugisiska: Arquipélago de São Pedro e São Paulo, engelska: Saint Peter and Saint Paul Archipelago) är en klippformation i södra Atlanten. Klipporna har inte kommit till av vulkanisk aktivitet utan är peridotit som trängt upp från jordens mantel. Arkipelagen är en synlig del av mittatlantiska ryggen.
Klippformation består av femton små öar och skär med en areal av totalt 15 000 m² och en högsta höjd av 17 meter. De fem största öarna är mellan 5 380 och 943 m².
- Ilha Belmonte (Sudoeste, Southwest): 5 380 m²
- Ilha Challenger (São Paulo, Sudeste, Southeast): 3 000 m²
- Ilha Nordeste (São Pedro, Northeast): 1 440 m²
- Ilhota Cabral (Noroeste, Northwest): 1 170 m²
- Ilhota Sul (South): 943 m²

## Historia

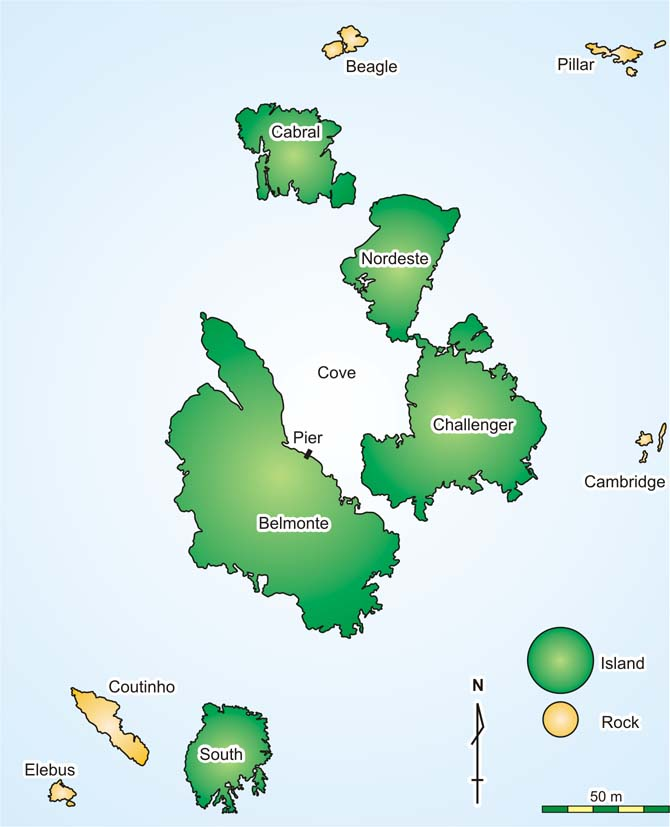

Arkipelagen upptäcktes 20 april 1511 av den portugisiske kaptenen Garcia de Noronha när de sex karaveller han förde befäl över passerade öarna på sin väg mot Indien. 
Charles Darwin landsteg 16 februari 1832 från skeppet HMS Beagle på den första etappen av sin världsomsegling. Han kunde då konstatera att det inte fanns någon växtlighet och att det endast fanns två fåglar och lite insekter. Darwin noterade även att öarna inte kommit till av vulkanisk aktivitet.
1932 byggdes en kombinerad sjö- och flygfyr på en av öarna för att guida trafiken mellan Afrika och Brasilien.

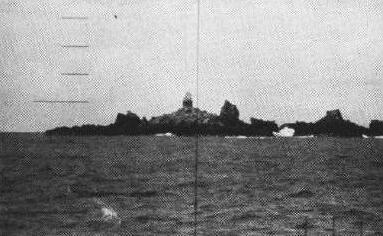
Bild tagen från periskopet på USS Triton 1960 med fyren från 1932 synlig

Den amerikanska atomubåten USS Triton (SSRN-586) använde ögruppen som start- och slutplats för sin världsomsegling under havet i början av 1960.

## Forskningsstationen
År 1998 byggde brasilianska marinen  klart en forskningsstation på öarna (portugisiska: Estação Científica do Arquipélago de São Pedro e São Paulo; ECASPSP). Det finns ständigt fyra personer placerade på stationen, dels för forskning och dels för att kunna hävda en större ekonomisk, territoriell och luftzon i Atlanten.
Marinen byggde även en fyr 1995 för att ersätta den gamla från 30-talet. Under en jordbävning 2006 med en magnitud över 6,0 på richterskalan slogs en vägg på bostadshuset sönder så havsvatten kunde välla in. Personalen sökte då skydd i fyren.

## Air France 447
1 juni 2009 havererade Air France Flight 447 ca 100 km nordväst om arkipelagen.